# Narayanganj (Distrikt)

Lage von Narayanganj in Bangladesch

Narayanganj (Bengalisch: নারায়ণগঞ্জ) ist ein Verwaltungsdistrikt im zentralen Bangladesch, der innerhalb der Division Dhaka, der übergeordneten Verwaltungseinheit, liegt. Die im Hauptstadt des Distrikts bildet die gleichnamige Stadt Narayanganj.
Der Bezirk Narayanganj grenzt im Norden an Gazipur und Narsingdi, im Osten an Brahmanbaria und Kumilla, im Süden an Munsiganj und im Westen an Dhaka. Er liegt am Ufer der Flüsse  Meghna und Sheetolokkha. Der Distrikt hat 5 Upazilas, 6 Gemeinden, 54 Bezirke, 282 Mahallahs (Stadtviertel), 41 Union Council und 1204 Dörfer. Der Distrikt hat eine Fläche von 683 km² und ca. 2,9 Millionen Einwohner (Volkszählung 2011). Die Alphabetisierungsrate liegt bei 57 % der Bevölkerung.
Narayanganj ist eines der ältesten Industriegebiete Bangladeschs. Es ist auch ein Zentrum für Wirtschaft und Handel, insbesondere für den Handel und die Verarbeitung von Jute und den Textilsektor des Landes. Aufgrund der vielen Jutemühlen wird es als "Dundee von Bangladesh" bezeichnet. Neben der Textilindustrie beschäftigt die Landwirtschaft die meisten Arbeitskräfte.
Der heutige Distrikt entstand 1984 aus Teilen von Dhaka. Die Stadt Narayanganj wurde 1876 gegründet und hatte 2011 eine Einwohnerzahl von über einer Million Menschen. 
In Narayanganj liegen die Ruinen der antiken Stadt Sonargaon. Während der Herrschaft von Isha Khan war sie die Hauptstadt von Bengalen.